# Tyrese Haliburton

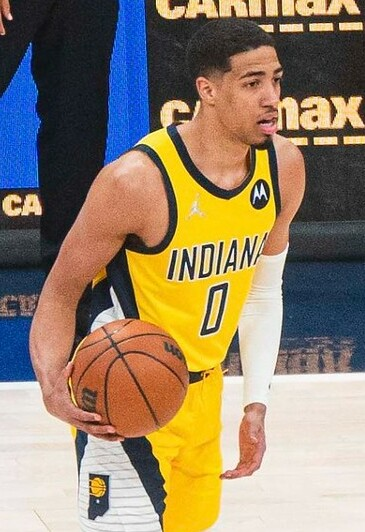
Tyrese Haliburton, 2022.

Tyrese John Haliburton, född 29 februari 2000 i Oshkosh i Wisconsin, är en amerikansk professionell basketspelare (PG) som spelar för Indiana Pacers i National Basketball Association (NBA). Han har tidigare spelat för Sacramento Kings.
Haliburton draftades av Sacramento Kings i första rundan i 2020 års draft som tolfte spelare totalt.
Innan han blev proffs studerade Haliburton på Iowa State University och spelade för deras idrottsförening Iowa State Cyclones.
Haliburton är kusin till Eddie Jones och Jalen Suggs.